# ماركوس باولو (لاعب كرة قدم)
ماركوس باولو (مواليد 1 فبراير 2001) هو لاعب كرة قدم برازيلي - برتغالي يلعب كمهاجم في نادي فلومينينسي.

## روابط خارجية
- ماركوس باولو (لاعب كرة قدم) على موقع قاعدة بيانات كرة القدم.إي يو (الإنجليزية)
- ماركوس باولو (لاعب كرة قدم) على موقع Soccerway.com (الإنجليزية)
- ماركوس باولو (لاعب كرة قدم) على موقع عالم كرة القدم.نت (الإنجليزية)